# مارتين شكرتيل
مارتين شكرتيل (المولود 15 ديسمبر 1984) لاعب كرة قدم سلوفاكي يلعب حاليًا لصالح نادي سبارتاك ترنافا السلوفاكي في مركز قلب الدفاع وكان القائد ل‍منتخب سلوفاكيا.

## روابط خارجية
- مارتين شكرتيل على موقع الاتحاد الدولي (مؤرشف)  (الإنجليزية)
- مارتين شكرتيل على موقع الاتحاد الأوربي (الإنجليزية)
- مارتين شكرتيل على موقع اتحاد تركيا (لاعب) (الإنجليزية)
- مارتين شكرتيل على موقع قاعدة بيانات كرة القدم.إي يو (الإنجليزية)
- مارتين شكرتيل على موقع ناشيونال فوتبول تيمز (الإنجليزية)
- مارتين شكرتيل على موقع Soccerbase.com (لاعب) (الإنجليزية)
- مارتين شكرتيل على موقع Soccerway.com (الإنجليزية)
- مارتين شكرتيل على موقع عالم كرة القدم.نت (الإنجليزية)
- مارتين شكرتيل على موقع AS.com (الإسبانية)